# 차이원징
차이원징(중국어 간체자: 蔡文静, 정체자: 蔡文靜, 병음: Cài Wénjìng, 한자음: 채문정, 1990년 1월 3일~)은 중화인민공화국의 배우이다.

## 출연 작품

### 드라마
- 2014년 안후이 위성 텔레비전 해돈제일극장 《무적철교삼》 - 안청란 역
- 2015년 장쑤 위성 텔레비전 행복극장 《가유파실습생》 - 주격격 역
- 2016년 안후이 위성 텔레비전 해돈제일극장 《치아문종장서거적청춘》 - 란관 역
- 2016년 아이치이 웹드라마 《멸좌사》 - 왕안옥 역
- 2017년 아이치이 웹드라마 《운전지상》 - 좌좌 역
- 2017년 텐센트 웹드라마 《칠개아》 - 바이신신 역
- 2018년 텐센트 웹드라마 《고동국중국》 - 황옌옌 역
- 2018년 베이징 텔레비전 품질극장 《탈신》 - 페이리나 역
- 2020년 망고 TV 웹드라마 《양광지하》 - 하연 역
- 2021년 텐센트 웹드라마 《영롱 : 신주의 모험》 - 은장 역
- 2021년 중국중앙텔레비전 제일특약극장 《긴급공안》 - 쉬원원 역
- 2021년 후난위성텔레비전 금응독파극장 《광망》 - 오려자 역
- 2021년 후난위성텔레비전 금응독파극장 《호호생활》- 오위 역
- 2022년 후난위성텔레비전 금응독파극장 《저선》 - 예신 역
- 2023년 후난위성텔레비전 금응독파극장 《장강계시록》 - 탕잉 역